# 기구학

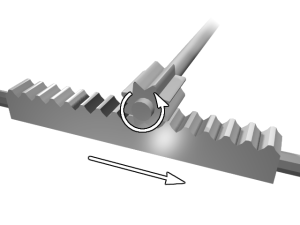

기구학(機構學, mechanism)은 기계공학의 한 분야로, 기계를 구성하는 각 부분의 짜임새와 그 기능에 관한 이론을 다루는 학문이다.

## 같이 보기
- 링크 (기구)
- 가상일